# Harry's New York Bar
 (juin 2009).
Si vous disposez d'ouvrages ou d'articles de référence ou si vous connaissez des sites web de qualité traitant du thème abordé ici, merci de compléter l'article en donnant les références utiles à sa vérifiabilité et en les liant à la section « Notes et références ».
Ne doit pas être confondu avec Harry's Bar.
Le Harry's New York Bar est un bar célèbre  situé rue Daunou à Paris, entre l'avenue de l'Opéra et la rue de la Paix.

## Histoire
Il fut créé en 1911 par un ancien jockey américain, Tod Sloan, qui avait transformé un bistro pour le rebaptiser en « New York Bar ». Sloan s'était associé avec un propriétaire de bar new-yorkais, Clancy, qui, à l'approche de la prohibition aux États-Unis, décida de démonter les boiseries de son bar pour les transporter à Paris.
Sloan a ensuite engagé Harry Mac Elhone (1890-1958), un barman écossais qui avait fait ses armes au Ciro's Club de Londres. À cette époque, les touristes et artistes américains commençaient à affluer à Paris, et Sloan comptait bien les attirer au New York Bar où il souhaitait qu'ils retrouvent l'ambiance du pays. C'est ainsi qu'il devint le premier bar à vendre du Coca-Cola en France, en 1919. Mais son train de vie dispendieux l'obligea bientôt à vendre son bar, qui fut racheté par Mac Elhone, son ancien barman, le 8 février 1923, jour de la naissance de son deuxième fils, Andy Mac Elhone. 
Harry Mac Elhone apposa son prénom au bar, le transformant en « Harry's New York Bar » qui allait rapidement devenir l'endroit légendaire où se retrouvaient des expatriés célèbres et ou furent inventés et mixés des cocktails éternels comme le Bloody Mary, Blue Lagoon, White Lady... dans un esprit joyeux et chaleureux. 
Par exemple, en 1924, Mac Elhone fit apparaître dans le Herald Tribune un petit encadré stipulant : « Just tell the taxi driver: Sank Roo Doe Noo and get ready for the worst! » - cette phrase devant permettre à tout anglophone de se faire acheminer au 5, rue Daunou.
Le bar est réputé pour son cocktail « Le Pétrifiant », dont il est prouvé qu'après en avoir bu plus d'un à deux verres, on s'effondre. Ce cocktail contient plusieurs alcools, notamment vodka, cognac, gin, rhum blanc, Grand Marnier, Cointreau.

## Cocktails
Liste (non exhaustive) des cocktails créés au Harry's New York Bar :
- French 75 [4] (1915)
- White Lady [4] (1919)
- Bloody Mary (1921)
- Harry Pick Me Up (1923) [4]
- Side Car (1931) [4]
- Coronation 1937 Cocktail (1937) [4]
- Blue Lagoon (1960) [4]
- James Bond (1963) [4]
- Le Pétrifiant (1964) [4]
- Black Mischief (1977) [4]
- Christina (1984) [4]
- Liberty Cocktail (1986) [4]

## Clients
Harry's New York Bar peut se targuer d'avoir servi des célébrités comme Ernest Hemingway, Coco Chanel, Jack Dempsey, Rita Hayworth, Humphrey Bogart, Paul Gordeaux  et le duc de Windsor. 
Raymond Radiguet, dans le premier chapitre de son roman Le Diable au corps, raconte donner « au chauffeur l’adresse d’un bar de la rue Daunou » afin d’y emmener Marthe qui « rêvait de connaître un bar américain ».
Dans son roman Le Tour du malheur, tome 3, chapitre VII, page 301, Joseph Kessel emmène ses personnages « rue Daunou, boire dans un bar américain ». L'action se situe en 1924.

## Liens
- Site officiel du Harry's New York Bar